# Neoseiulus hirotae
Neoseiulus hirotae är en spindeldjursart som först beskrevs av Ehara 1985.  Neoseiulus hirotae ingår i släktet Neoseiulus och familjen Phytoseiidae. Inga underarter finns listade i Catalogue of Life.